# Zeadelium lentum
Zeadelium lentum is een keversoort uit de familie zwartlijven (Tenebrionidae). De wetenschappelijke naam van de soort is voor het eerst geldig gepubliceerd in 1880 door Broun.